# Peter Währborg
Ulf Peter Währborg, född 1951, är en svensk läkare och psykolog.
Währborg disputerade 1988 vid Göteborgs universitet på en avhandling om beteendeförändringar hos strokepatienter. Han är specialist i kardiologi, internmedicin och smärtlindring. Han är docent i kardiologi vid Sahlgrenska akademin. Han är också sociolog, leg. psykolog och leg. psykoterapeut. Währborg var tidigare chef vid Institutet för stressmedicin i Göteborg samt professor i beteendemedicin vid Sveriges lantbruksuniversitet (SLU). Han är författare till ett stort antal vetenskapliga artiklar, böcker och bokkapitel. Stress och den nya ohälsan är en av Währborgs mer uppmärksammade böcker som i sin senaste version utkom 2009. 1986 utkom kriminalromanen Hjärntransplantationen som var Währborgs skönlitterära debut.
Währborg invaldes 2010 som ledamot av Kungliga skogs- och lantbruksakademien. Han är också ledamot av "European Society of Cardiology" och Academy of Aphasia. Han är också ledamot av Strömstad akademi där han är professor i invärtes medicin.